# Hadjout
Hadjout är en ort i Algeriet.   Den ligger i provinsen Tipaza, i den norra delen av landet, 60 km väster om huvudstaden Alger. Hadjout ligger 88 meter över havet och antalet invånare är 27 549.
Terrängen runt Hadjout är varierad.Runt Hadjout är det ganska tätbefolkat, med 166 invånare per kvadratkilometer. Närmaste större samhälle är El Affroun, 19,4 km öster om Hadjout. Trakten runt Hadjout består till största delen av jordbruksmark.